# 5. kongres KPJ
Peti kongres Komunističke partije Jugoslavije održan je 21. do 28. srpnja 1948. godine u zgradi Doma garde u Topčideru, u Beogradu. Glavni razlog sazivanja Kongresa bila je Rezolucija Informbiroa, donesena 28. lipnja 1948. u Bukureštu. S ovog Kongresa je poručeno ne Staljinovom diktatu.
Kongresu je prisustvovalo 2.344 delegata od ukupno 468.175 članova KPJ. Ovo je bio prvi kongres jugoslovenskih komunista održan poslije Drugog svjetskog rata i preuzimanja vlasti, i prvi veći skup poslije Pete zemaljska konferencije, održane u listoopadu 1940. godine. Od prethodnog, Četvrtog kongresa održanog u studenome 1928. bilo je prošlo 20 godina.

## Tijek kongresa
Glavna tema kongresa bila je Rezolucija Informbiroa i podrška jugoslavenskog rukovodstva u otporu Informbirou. Najširi publicitet Kongresu je dat direktnim radio prenosom i opširnim izveštajima u tisku. Referate na Kongresu su podnijeli Josip Broz, Aleksandar Ranković, Milovan Đilas, Edvard Kardelj, Boris Kidrič, Moša Pijade i Blagoje Nešković. 
Udaljavanje Jugoslavije od SSSR-a nije izazvalo antisocijalistički pokret ni negativan stav prema Rusima u FNRJ. Tome je doprinio stav koji su zauzeli Tito i CK KPJ. Podnoseći referat na ostvaranju 5. Kongresa KPJ, Tito je naglasio da je partija odgajala komuniste u duhu povjerenja, iskrene ljubavi i odanosti Sovjetskom Savezu. Spomenuvši "čudne optužbe" od strane Informbiroa, on je istakao da je CK KPJ odlučan, bez obzira na sve, da uspostavi dobre odnose s KPSS. Referat je završio sa zdravicom u čast Staljina. Svi su bili uvjereni da će se odnosi između KPJ i KPSS popraviti.
Kongres je dao punu podršku CK KPJ u „odbrani neovisnosti“ Jugoslavije. Odluka je donesena jednoglasno. Na Kongresu je usvojena i Rezolucija o odnosu KPJ prema Informbirou, u kojoj je zaključeno da su odluke Informbiroa netočne i nepravedne, ali je naglašeno da CK KPJ treba učiniti sve da se sukob prevaziđe. U Rezoluciji je isticano da je Jugoslavija socijalistička zemlja koja pripada "socijalističkom lageru", naglašavana je vjernost KPJ principima međunarodne proleterske solidarnosti i "socijalističkom bloku" na čelu sa SSSR-om.

## Izabrani rukovodioci
Nak kraju Kongresa je izabran novi Centralni komitet, od 63 člana, i novi Politbiro, od 9 članova. Za generalnog sekretara KPJ ponovo je izabran Josip Broz Tito.
Članovi Centralnog komiteta Komunističke partije Jugoslavije izabrani na Petom kongresu KPJ su: Vera Aceva, Spasenija Cana Babović, Vladimir Bakarić, Antun Biber, Jakov Blažević, Duško Brkić, Josip Broz Tito, Jovan Veselinov, Veljko Vlahović, Todor Vujasinović, Svetozar Vukmanović Tempo, Strahil Gigov, Ivan Gošnjak, Pavle Gregorić, Uglješa Danilović, Ratko Dugonjić, Milovan Đilas, Veljko Zeković, Vlado Janić, Blažo Jovanović, Isa Jovanović, Niko Jurinčić, Osman Karabegović, Edvard Kardelj, Boris Kidrič, Nikola Kovačević, Lazar Koliševski, Ivan Stevo Krajačić, Boris Krajger, Vicko Krstulović, Voja Leković, Franc Leskošek, Ivan Maček, Šefket Maglajlić, Miha Marinko, Moma Marković, Božidar Maslarić, Cvijetin Mijatović, Karlo Mrazović, Andrija Mugoša, Blagoje Nešković, Đoko Pajković, Slobodan Penezić Krcun, Dušan Petrović Šane, Moša Pijade, Krsto Popivoda, Milentije Popović, Vladimir Popović, Đuro Pucar Stari, Dobrivoje Radosavljević, Aleksandar Ranković, Ivan Regent, Dragutin Saili, Đuro Salaj, Vidoje Smilevski, Petar Stambolić, Dragi Stamenković, Borko Temelkovski, Vida Tomšič, Rodoljub Čolaković, Cvetko Uzunovski, Janez Hribar Tone i Avdo Humo. 
Članovi Politbiroa CK KPJ izabrani na Petom kongresu KPJ su: Josip Broz Tito, Ivan Gošnjak, Milovan Đilas, Edvard Kardelj, Boris Kidrič, Franc Leskošek, Blagoje Nešković, Aleksandar Ranković i Moša Pijade.